# Laura Jay
Laura J Gerlach (* 23. Juli 1980 in Frankfurt am Main) lebt als freie Künstlerin und Fotografin in Paris, New York und Frankfurt am Main.

## Leben und Werk
Laura J Gerlach ist seit 2003 als freie Fotografin international tätig, in Deutschland unter anderem für die Frankfurter Verlagsanstalt, das Filmfestival Nippon Connection, die Welt Kompakt, die Frankfurter Allgemeine Zeitung und das Journal Frankfurt.
Ihrem Magisterabschluss in Kunstgeschichte an der Goethe-Universität Frankfurt 2006 und einem Diplom in Interior Design an der Fachhochschule Wiesbaden 2010 folgten verschiedene Fotoassistenzen unter anderem bei Martin Schoeller und Udo Spreizenbarth sowie 2010/2011 ein Studium am ICP – International Center of Photography, New York, wo sie bei Andrea Blanch, Alice O’Malley sowie James Wojcik studierte. Ihre fotografischen Sujets sind fast ausschließlich dokumentarisch und seriell, sie befassen sich mit Räumen und Atmosphäre und der Bedeutung für das Individuum im jeweiligen Raum. Psychologische und gesellschaftliche Aspekte fließen ebenso ein wie subtile Elemente von Sphäre, Lichtwirkung, Dimension. Das Interieur dient als erzählerisches Medium und Indizienspeicher für die an- oder abwesenden Protagonisten.

## Einzelausstellungen
- 2009 Tokyo Total, Nippon Connection – Japanese Film Festival
- 2012 Ateliers der Städelschule, Galerie BRAUBACHfive
- 2013 Städelschule. Ateliers. II, Fenster zur Stadt c/o Restaurant Margarete, Frankfurt
- 2013 Project Room, Online-Ausstellung, Dinter Fine Art, New York
- 2014 Neon-Herz, Neon-Licht-Sound-Objekt, während der Luminale im Schaufenster der Galerie BRAUBACHfive, Frankfurt am Main
- 2014 Chez M. Le Corbusier/Villa La Roche, Paris, Galerie BRAUBACHfive, Frankfurt am Main

## Publikationen
- Laura J Gerlach: Der Schirnerfolg. Die „Schirn Kunsthalle Frankfurt“ als Modell innovativen Kunstmarketings. Konzepte – Strategien – Wirkungen. ISBN 978-3-89942-769-1
- Laura J Gerlach: Städelschule. Ateliers. Fotografien. Mit einem Text von Daniel Birnbaum. Unseld Verlag. Frankfurt 2013. ISBN 978-3-627-00005-9
- Laura J Gerlach: Chez M. Le Corbusier. Le Corbusiers Villa La Roche in Paris und die Polychromie architectural. Frankfurter Verlagsanstalt 2014. ISBN 978-3-627-00218-3